# Lekcjonarz 16
Lekcjonarz 16 (według numeracji Gregory-Aland), oznaczany przy pomocy siglum ℓ 16 – rękopis Nowego Testamentu pisany minuskułą na pergaminie w języku greckim z XII wieku. Służył do czytań liturgicznych.

## Opis rękopisu
Kodeks zawiera wybór lekcji z Ewangelii do czytań liturgicznych, na 199 pergaminowych kartach (27 cm na 19,1 cm). Znaczna część kart kodeksu zaginęła. Lekcje pochodzą z Ewangelii Jana, Mateusza i Łukasza.
Tekst rękopisu pisany jest dwoma kolumnami na stronę, 18-20 linijek w kolumnie.

## Historia
Paleograficznie datowany jest na wiek XII. Rękopis badał Scholz, Paulin Martin.
Obecnie przechowywany jest we Francuskiej Bibliotece Narodowej (Gr. 297) w Paryżu.
Rękopis jest rzadko cytowany w naukowych wydaniach greckiego Novum Testamentum Nestle-Alanda (UBS3).